# Johnson Township (Ohio)
Johnson Township ist eines von zwölf Townships des Champaign Countys im US-Bundesstaat Ohio. Nach der Volkszählung im Jahr 2000 waren hier 3357 Einwohner registriert.

## Geografie
Johnson Township liegt im äußersten Westen des Champaign Countys im mittleren Westen von Ohio und grenzt im Uhrzeigersinn an die Townships: Adams Township, Concord Township, Mad River Township, Jackson Township, Brown Township im Miami County und Green Township im Shelby County.

## Verwaltung
Das Township wird durch ein Board of Trustees, bestehend aus drei gewählten Mitgliedern, verwaltet. Zwei Personen werden jeweils im Jahr nach der Präsidentschaftswahl gewählt und eine jeweils im Jahr davor. Die Amtszeit dauert in der Regel vier Jahre und beginnt jeweils am 1. Januar. Daneben gibt es noch einen Township Clerk (zuständig für Finanzen und Budget), der ebenfalls im Jahr vor der Präsidentschaftswahl auf eine vierjährige Amtszeit gewählt wird. Dessen Amtszeit beginnt jeweils am 1. April.

## Einzelnachweise

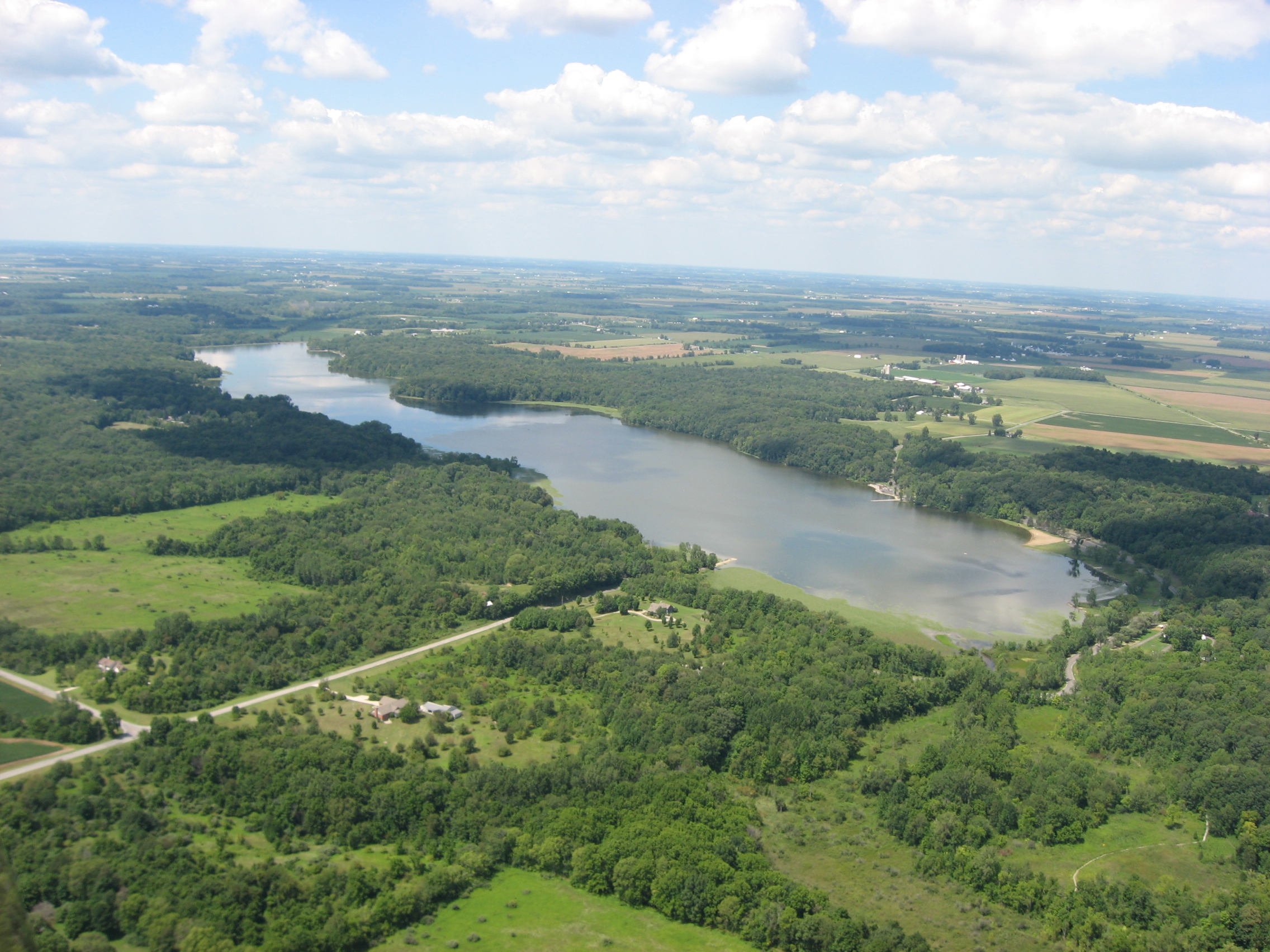
Der Kiser Lake im Johnson Township